# Fontenelle (Wyoming)
Fontenelle – jednostka osadnicza w Stanach Zjednoczonych, w stanie Wyoming, w hrabstwie Lincoln.